# 喬·内維爾
喬·内維爾（英語：Joe Newell；1993年3月15日—）是一位英格蘭足球運動員。在場上的位置是中場。他現在效力於英格蘭足球甲級聯賽球隊彼得伯勒聯足球俱樂部。